# Esplegares
Esplegares es un municipio y localidad española de la provincia de Guadalajara, en la comunidad autónoma de Castilla-La Mancha. El término tiene una población de 33 habitantes (INE 2024).

## Toponimia
Su nombre tiene origen en las extensiones de espliego que crecen de forma natural en su territorio.

## Geografía
El municipio tiene un área de 37,45 km². Abunda el matorral bajo, encontrándose gran variedad de plantas como sabanas, tomillo, romero y espliego. Al este del término, un tramo del río Ablanquejo hace frontera entre el municipio de Esplegares y el de Huertahernando.
La zona más meridional, perteneciente al parque natural del Alto Tajo, se encuentra poblada por pino silvestre.

## Historia
A mediados del siglo XIX, el lugar contaba con una población censada de 442 habitantes. La localidad aparece descrita en el séptimo volumen del Diccionario geográfico-estadístico-histórico de España y sus posesiones de Ultramar de Pascual Madoz de la siguiente manera:

ESPLEGARES (vulgo Espligares): l. con ayunt. en la prov. de Guadalajara (12 leg.), part. jud. de Cifuentes (4), aud. terr. de Madrid (22), c. g. de Castilla la Nueva, dióc. de Sigüenza (6). sit. en la planicie de un elevado cerro con libre ventilacion, su clima es frio, y las enfermedades mas comunes, las estacionales y algunas pulmonías: tiene 150 casas, la de ayunt. que sirve de cárcel, escuela de instruccion primaria concurrida por 40 alumnos de ambos sexos, á cargo de un maestro, á la vez sacristan, dotado con 1,500 rs., una ígl. parr. (La Asuncion de Ntra. Sra.), servida por un cura de provision real y ordinaria en concurso; el cementerio público se halla fuera del pueblo en posición que no ofende á la salubridad: confina el térm. N. Saelices y Sotodosos; E. Huerta-Hernando; S. Sacecorbo y Canales, y O. Abanades; dentro de esta circunferencia se encuentran 3 erm. (La Soledad, San Andrés y Sta. Catalina), y varios manantiales y pozos de buenas aunque escasas aguas, que proveen al vecindario para beber y demas usos domésticos. El terreno participa de montuoso y llano, en lo general es flojo, pedregoso, de poca miga y de secano, comprende varios trozos de bosque poblados de carrasca y sabina, pasa por el E. á la dist. de 1/2 leg. el r. Ablanquejo, formando la línea divisoria entre los térm. de este pueblo y Huerta-Hernando. caminos, los locales, de herradura y en mediano estado. correo: se recibe y despacha en la estafeta de Cifuentes á donde cada uno va á recogerlo. prod.: trigo, cebada, avena, garbanzos, almortas, miel, leñas de combustible y yerbas de pasto, con las que se mantiene ganado lanar, algo de cabrio, mular, vacuno y asnal; hay caza de perdices, liebres y conejos, algunos animales dañinos como lobos, zorras y garduñas; en el Ablanquejo se pescan esquisitas truchas, anguilas y peces. ind.: la agrícola, un molino harinero, un telar de paños ordinarios y 2 de lienzos de lino y cáñamo. comercio: esportacion de frutos sobrantes é importacion de los art. que faltan. pobl.: 109 vec., 442 alm. cap. prod.: 1.825,390 rs. imp.: 133,300. contr.: 5,025 rs. presupuesto municipal: 1,200 rs., se cubre por reparto vecinal.
Durante la guerra de la Independencia, la junta de gobierno de la prov. tuvo una fáb. de armas en este pueblo, y sitio llamado Cueva del Buey, situada en un punto elevado y muy escabroso.
(Madoz, 1847, pp. 578-579)

En el diario de Luis Espoy y de Delás, requeté catalán del Tercio de Montserrat, se señala que el 4 de abril de 1938 el pueblo fue muy bombardeado por la aviación («nacional») «..y acaba ardiendo».

## Demografía
Esplegares cuenta con una población de 33 habitantes (INE 2024).
| Gráfica de evolución demográfica de Esplegares entre 1842 y 2021                                                    |
| |
| Población de derecho según los censos de población del INE Población de hecho según los censos de población del INE |

| 1991 |  | 1996 |  | 2001 |  | 2004 |  | 2013 |  | 2015 |
| ---- |  | ---- |  | ---- |  | ---- |  | ---- |  | ---- |
| 98   |  | 63   |  | 58   |  | 54   |  | 43   |  | 40   |

## Patrimonio

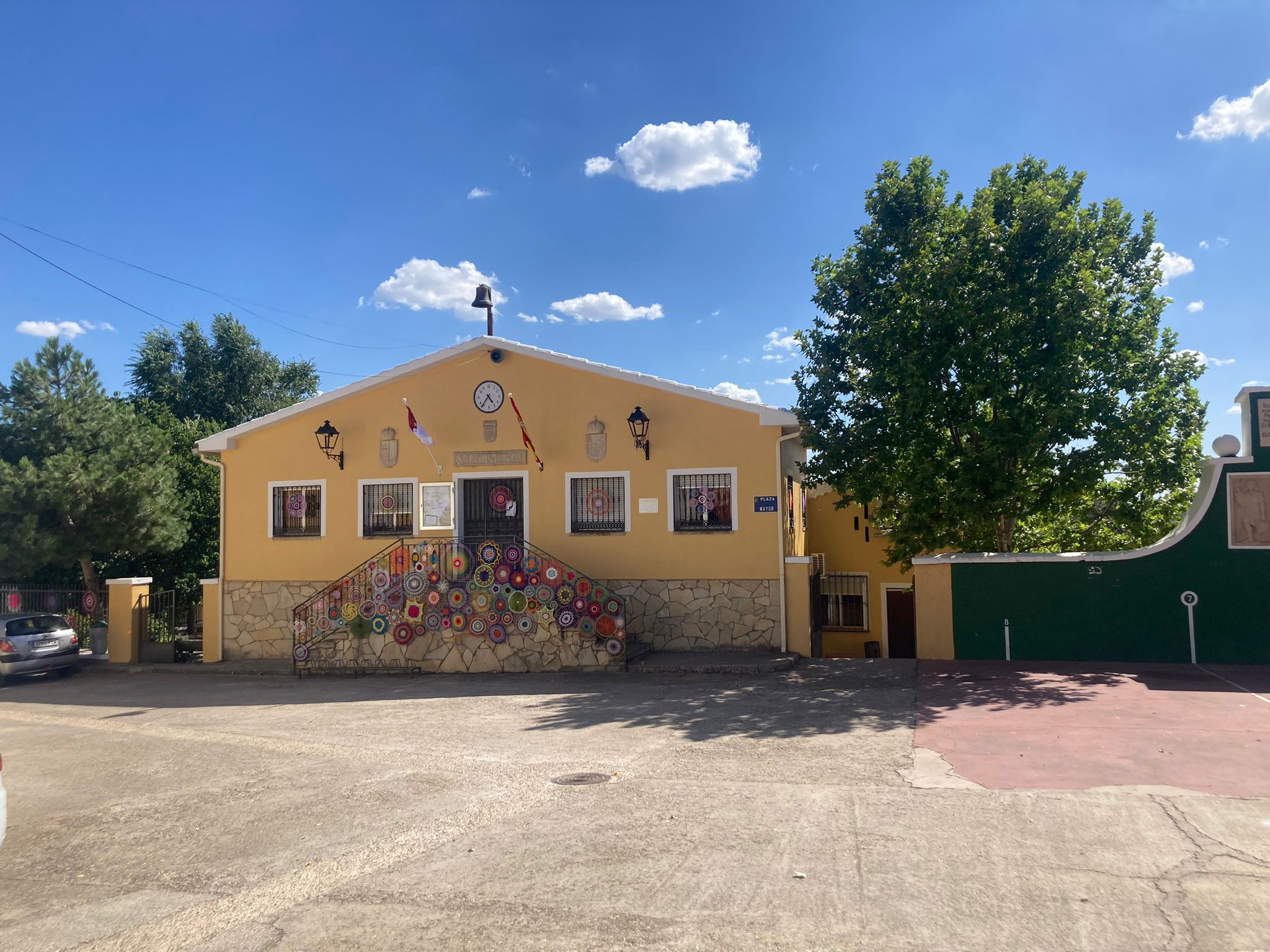
Casa consistorial

- Iglesia de la Asunción de Nuestra Señora.[1] Tiene una pila bautismal románica.
- Ermita de Santa Catalina:[1] cada año hay una romería a la que asisten los lugareños.
- Ruinas de la ermita de Santa Quiteria.
- El pozo llamado "Pozo Beber" de construcción árabe y restaurado por Benito Sotoca a finales del siglo XIX.
- Frontón situado en la plaza del pueblo junto al ayuntamiento y la iglesia.